# Parafia św. Rocha w Konopnicy
Parafia Świętego Rocha w Konopnicy – parafia rzymskokatolicka w Konopnicy. Należy do dekanatu Osjaków archidiecezji częstochowskiej.